# Гималайский тар
Гималайский тар, или тар (лат. Hemitragus jemlahicus) — животное из семейства полорогих. Тар относится к крупным диким животным.
Ареал таров состоит из трёх участков: в Гималаях, горы Нилгири (нилгирийский тар) и на северо-восточной оконечности Аравийского полуострова (аравийский тар) — в Омане. Держатся тары небольшими группами до 20—40 голов.
Ранее считалось, что все три вида тара относятся к одному роду, однако результаты недавних генетических исследований заставили пересмотреть эту точку зрения. Вид, живущий в Аравии, был отнесён к роду Arabitragus, а вид живущий в горах Нилгири — к роду Nilgiritragus.
Длина тела самца тара 130—170 см, высота — 60—100 см, масса до 105 кг. Продолжительность жизни тара 10—14 лет. Тар внесён в Красную книгу Международного союза охраны природы.

## Фото

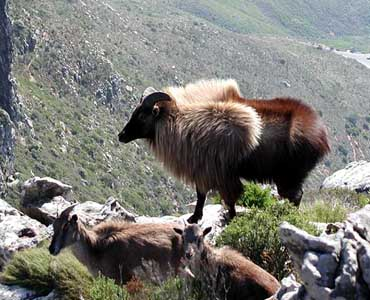
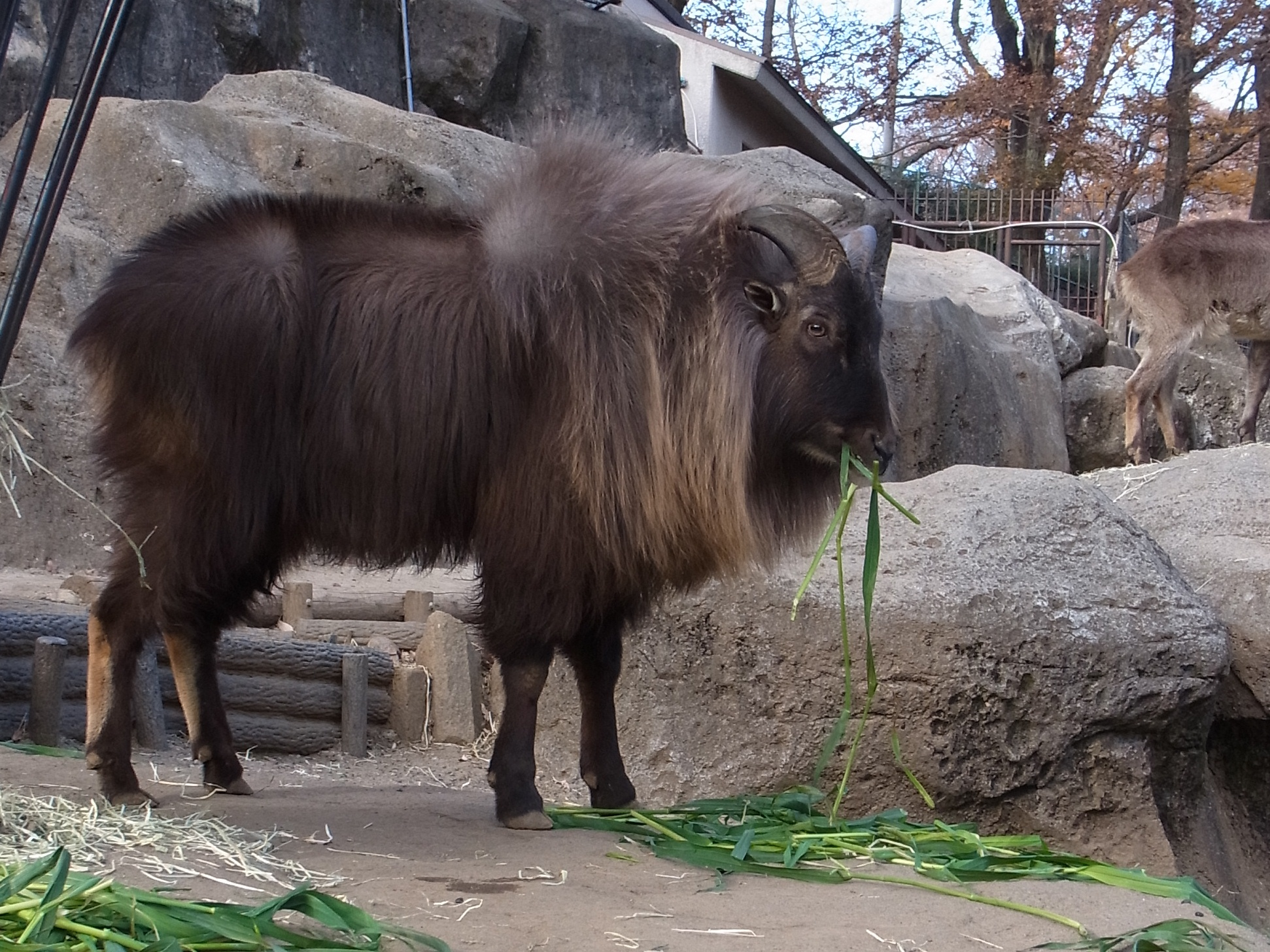
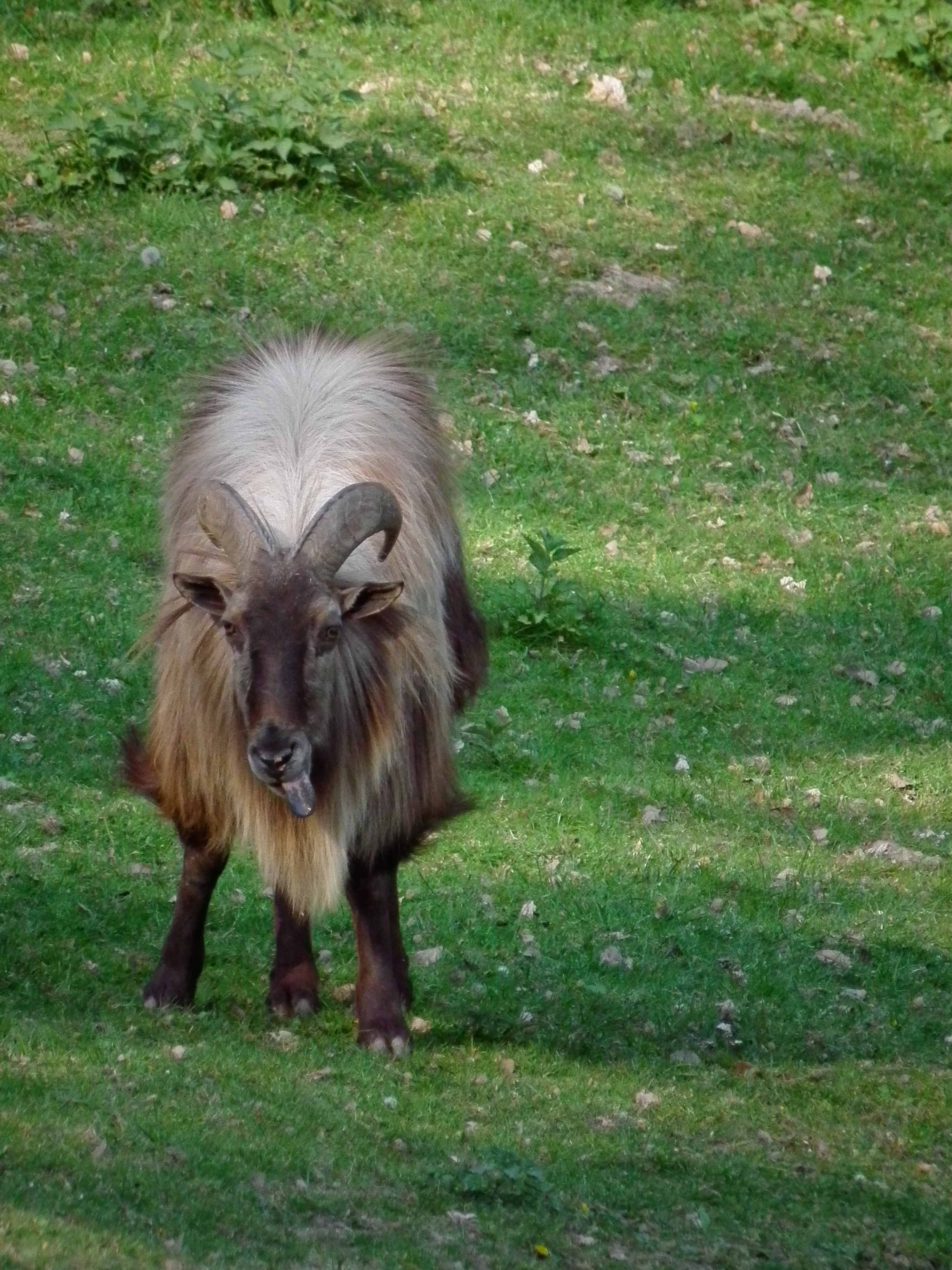
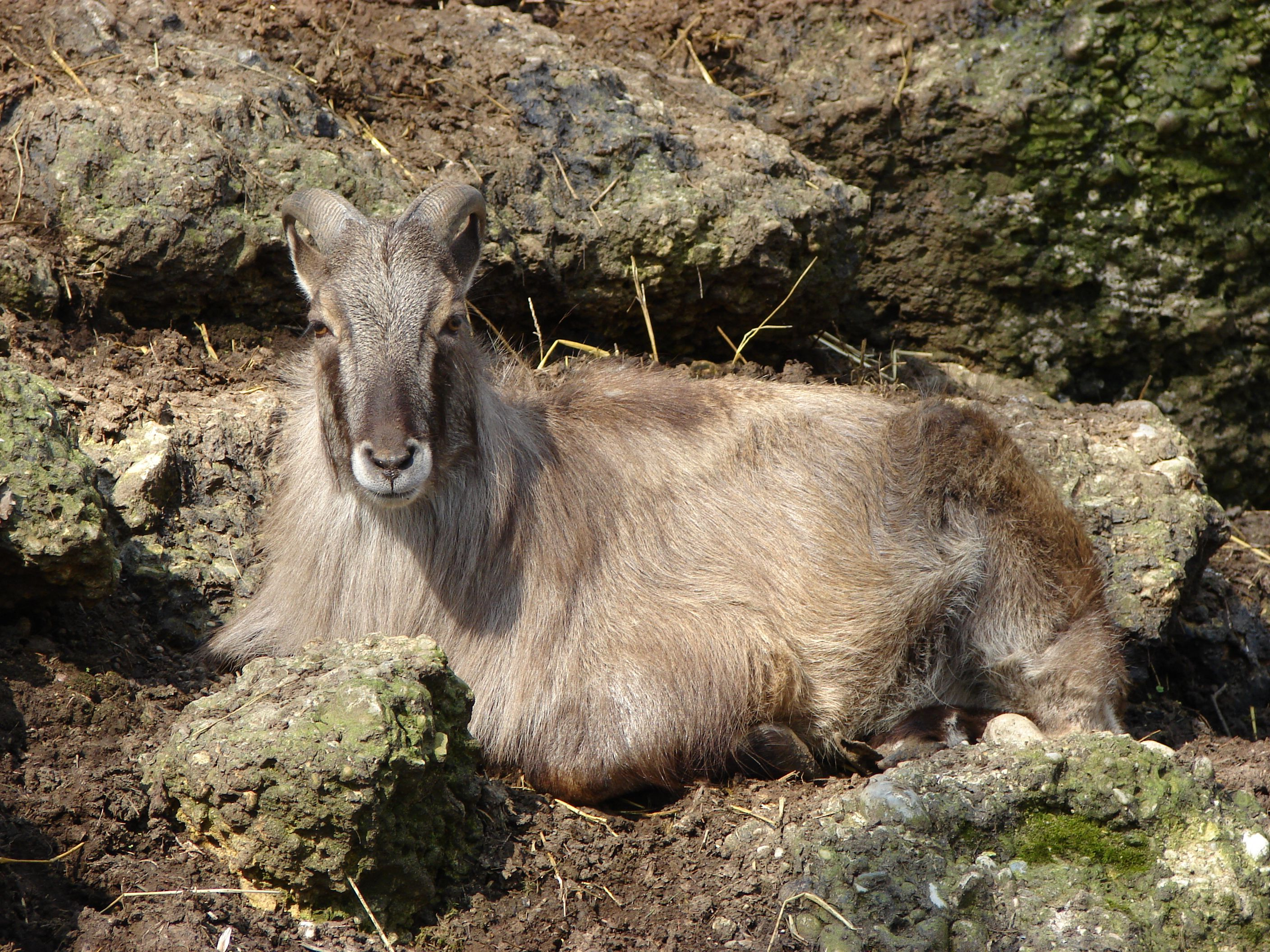
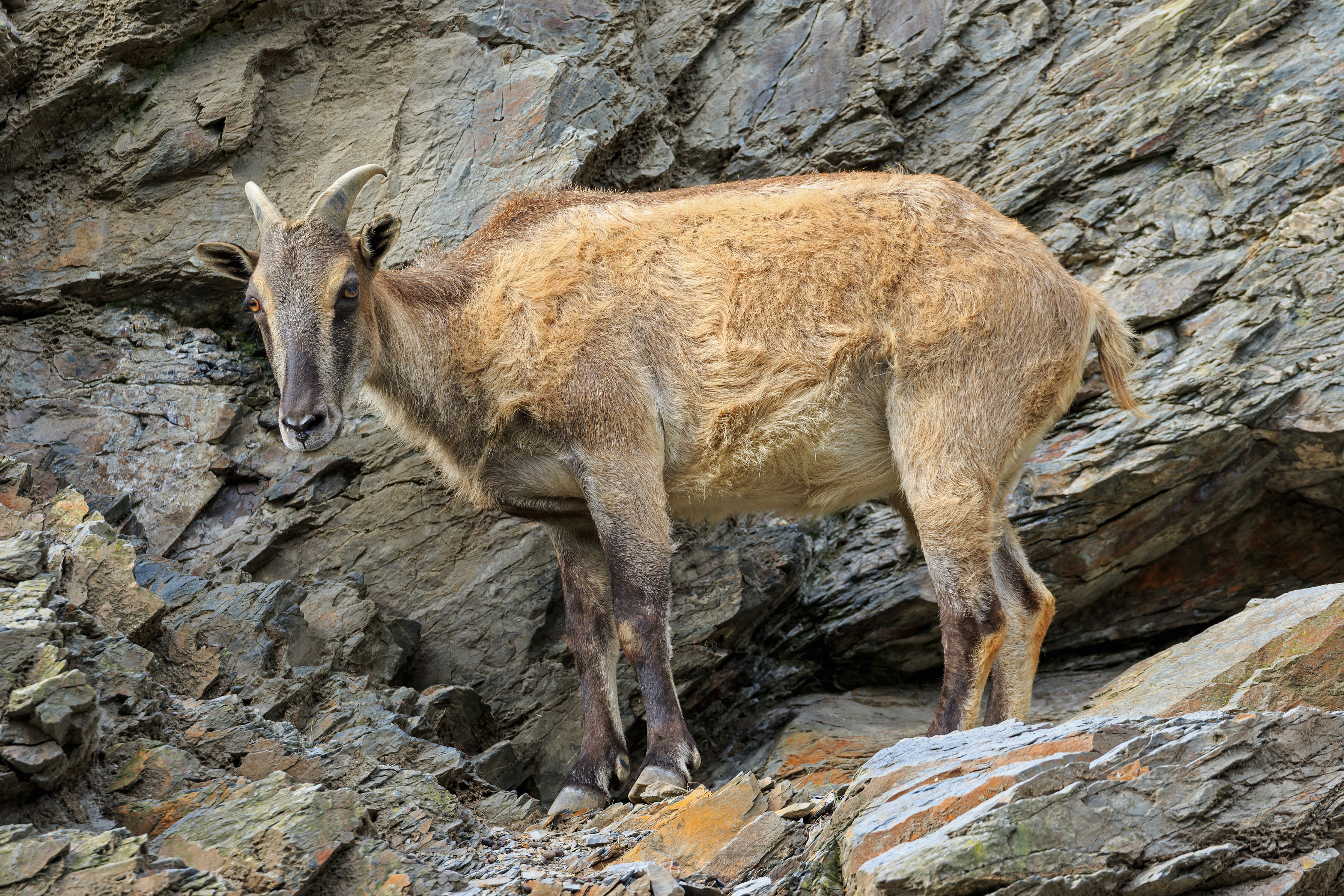
Самка
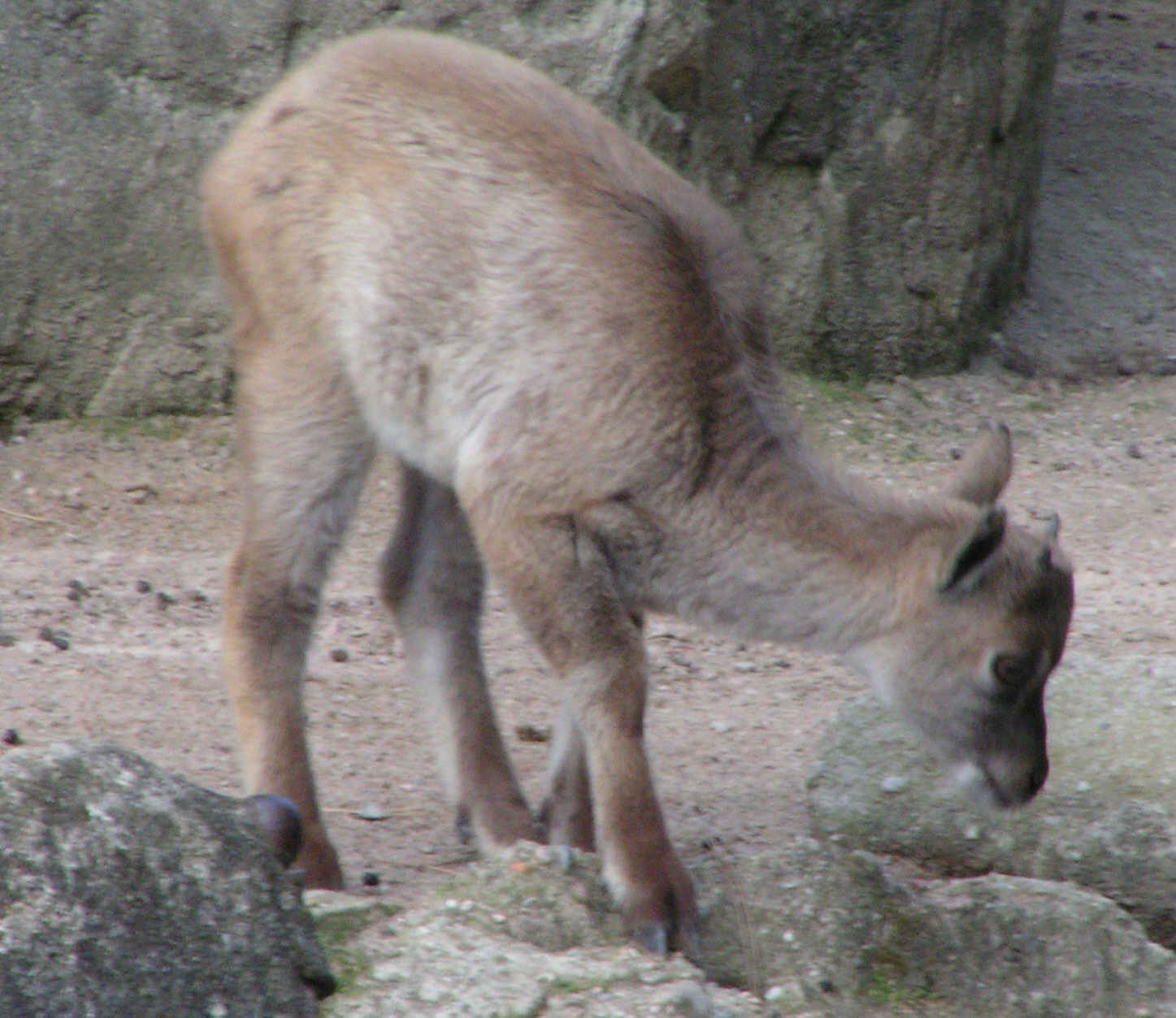
Молодой тар